# Karl von Kügelgen

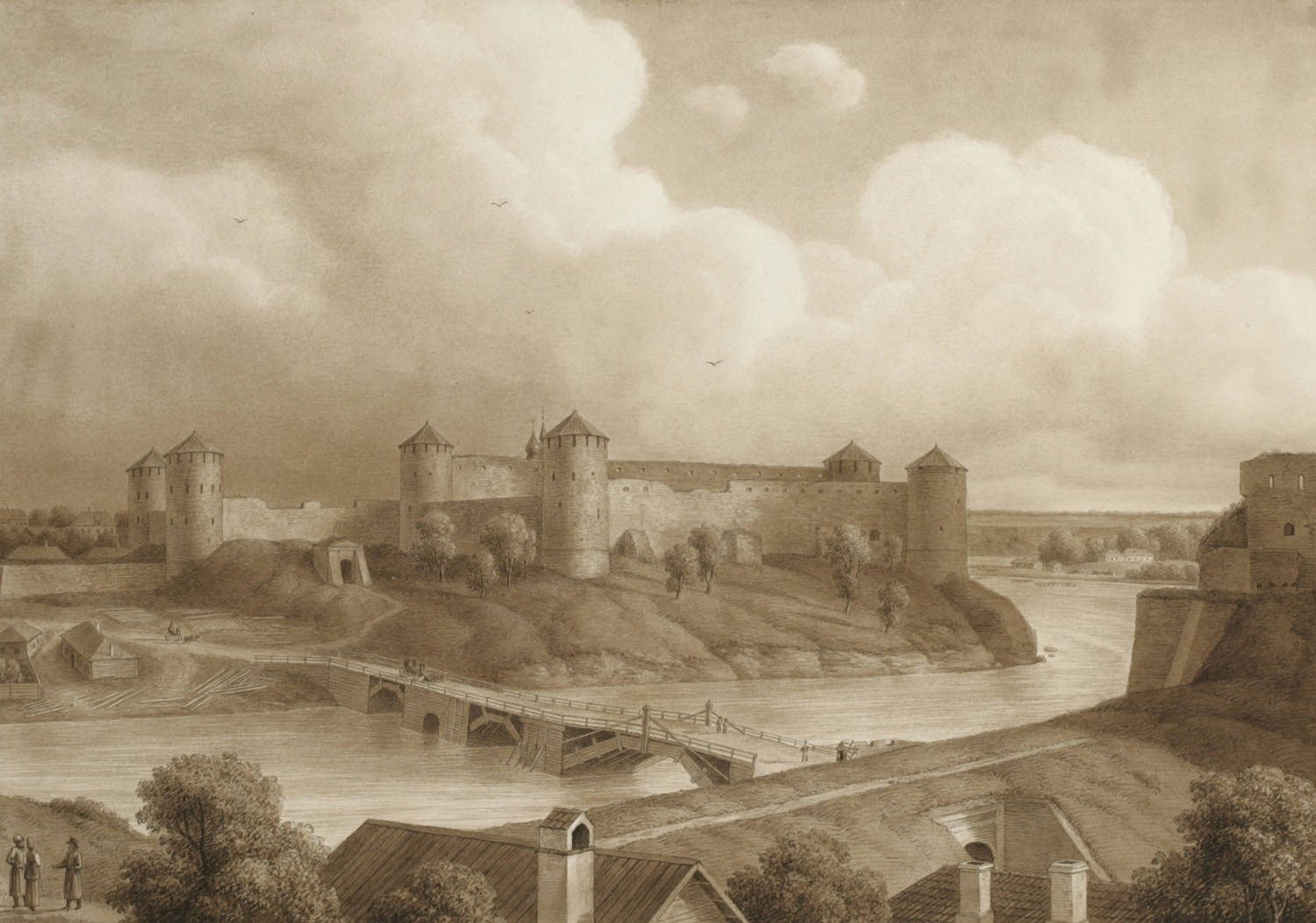
Ruiny zamku

Karl von Kügelgen (ur. 6 lutego 1772 r. w Bacharach; zm. 9 stycznia 1832 r. w Revalu) – malarz historyczny, pejzażysta, malarz nadworny w Sankt Petersburgu. Członek Rosyjskiej Akademii Sztuk w Petersburgu i Pruskiej Akademii Sztuk w Berlinie.
Brat bliźniak malarza Gerharda von Kügelgena. Wraz z bratem był uczniem gimnazjum w Bonn, a od 1789 r. studiował filozofię na tamtejszym uniwersytecie. Jego wpis na listę studentów znajduje się tuż poniżej wpisu Ludwiga van Beethovena. W 1790 r. rozpoczął studiowanie malarstwa we Frankfurcie nad Menem i Würzburgu. W 1791 r., wraz z bratem, uzyskał stypendium elektora Maksymiliana Franciszka Habsburga i pojechał do Rzymu na dalsze studia. W 1796 r. razem z Andreasem Rombergiem wyjechał do Wiednia, a potem do Rygi. W 1807 r. poślubił Emilie Zoege von Manteuffel (ur. w 1787 r., zm. w 1835 r.), która była siostrą żony jego brata. Jego najstarszy syn Konstantin von Kügelgen (ur. w 1810 r., zm. w 1880 r.) był również pejzażystą.